# Petrotó (ort i Grekland, Thessalien)
Petrotó är en ort i Grekland.   Den ligger i prefekturen Trikala och regionen Thessalien, i den centrala delen av landet, 230 km nordväst om huvudstaden Aten. Petrotó ligger 98 meter över havet och antalet invånare är 842.
Terrängen runt Petrotó är kuperad norrut, men söderut är den platt. Runt Petrotó är det ganska glesbefolkat, med 28 invånare per kvadratkilometer. Närmaste större samhälle är Trikala, 17,1 km väster om Petrotó. Trakten runt Petrotó består till största delen av jordbruksmark.